# Riflesso pupillare alla luce

Riflesso pupillare alla luce.

Il riflesso pupillare alla luce (o riflesso fotomotore) è un riflesso che controlla il diametro della pupilla in risposta all'intensità della luce (luminanza) che arriva alla retina. Un aumento dell'intensità luminosa provoca il restringimento della pupilla permettendo l'ingresso di una minore quantità di luce; una diminuzione di tale intensità, al contrario, ne provoca la dilatazione permettendo l'ingresso di una maggiore quantità di luce.

## Meccanismo
Il nervo ottico costituisce la via afferente del riflesso pupillare — percepisce la luce in ingresso. Il nervo oculomotore ne costituisce la via efferente — controlla i muscoli costrittori della pupilla.
Nel dettaglio, il percorso del riflesso pupillare chiama in causa in successione 4 neuroni:
1. Le cellule gangliari della retina, trasportano l'informazione dai fotorecettori al nervo ottico. Questo raggiunge il nucleo pretettale nel mesencefalo superiore.
2. Di qui, un secondo neurone raggiunge il nucleo di Edinger-Westphal.
3. Dal nucleo di Edinger-Westphal un terzo neurone forma i nervi oculomotori ipsi- e controlaterale, che raggiungono i gangli ciliari.
4. Infine, il quarto neurone forma il nervo ciliare breve, che innerva il muscolo costrittore della pupilla.[1]schema dei neuroni implicati nella risposta pupillare

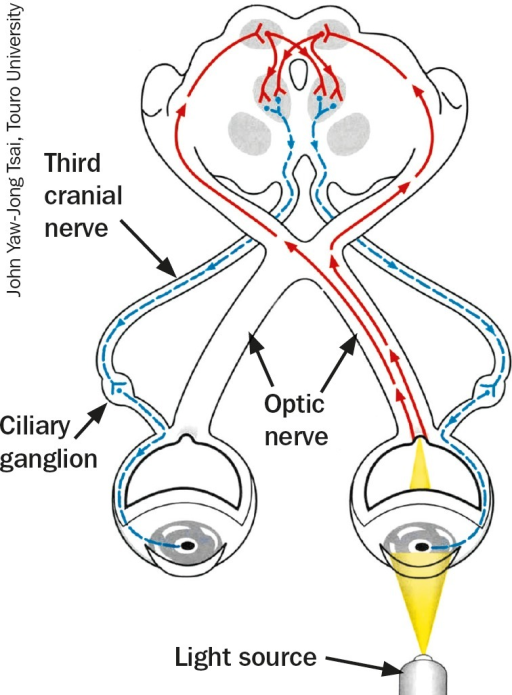
schema dei neuroni implicati nella risposta pupillare

## Significato clinico
Oltre a regolare la quantità di luce che entra nell'occhio, il riflesso pupillare alla luce fornisce un utile strumento diagnostico. Esso, infatti, permette a un medico oppure a un oculista di valutare l'integrità delle funzioni sensitive e motorie dell'occhio.
In condizioni normali, le pupille di entrambi gli occhi rispondono in maniera identica a uno stimolo luminoso, indipendentemente da quale occhio venga stimolato. La luce in ingresso in un occhio produce una costrizione sia della pupilla dello stesso occhio (risposta diretta), sia di quella dell'occhio non stimolato (risposta consensuale). Il confronto di queste due risposte in entrambi gli occhi è utile per localizzare una lesione.
Per esempio:
- La risposta diretta nella pupilla destra senza risposta consensuale in quella sinistra indica un possibile problema nella connessione motoria alla pupilla sinistra (come risultato di un danno al nervo oculomotore oppure al nucleo di Edinger-Westphal nel tronco encefalico);
- La mancanza di risposta, sia diretta che consensuale, alla stimolazione luminosa dell'occhio destro, se stimolando il sinistro abbiamo una risposta normalmente in entrambi gli occhi, indica un danno della via afferente sensitiva dall'occhio destro (la retina oppure il nervo ottico di destra).[1]

Normalmente, entrambe le pupille dovrebbero restringersi quando la luce è diretta in uno solo dei due occhi. Valutando le risposte per ogni occhio, sono possibili diversi quadri:
|                            | Riflesso ipsilaterale alla lesione | Riflesso ipsilaterale alla lesione | Riflesso controlaterale alla lesione | Riflesso controlaterale alla lesione | |
|                            | diretto                            | consensuale                        | diretto                              | consensuale                          | Esempio |
| -------------------------- | ---------------------------------- | ---------------------------------- | ------------------------------------ | ------------------------------------ | --- |
| Danno al nervo oculomotore | assente                            | assente                            | conservato                           | conservato                           | In caso di lesione del n. oculomotore di sx, la pupilla sx non si restringe né se viene stimolato l'occhio sx (riflesso ipsilaterale diretto) né se viene stimolato il dx (riflesso ipsilaterale consensuale); la pupilla dx (controlaterale) si restringe in ogni caso, anche se viene stimolato l'occhio sx, poiché non è danneggiato il n. ottico |
| Danno al nervo ottico      | assente                            | conservato                         | conservato                           | assente                              | In caso di lesione del n. ottico di sx, il segnale raccolto da questo lato non raggiunge il cervello ⇒ non si restringerà né la pupilla sx (riflesso ipsilaterale diretto) né quella di dx (riflesso controlaterale consensuale); tuttavia entrambe le pupille si restringeranno se viene stimolato l'occhio controlaterale                          |

La mancanza oppure un'anormalità del riflesso pupillare possono essere dovute — oltre che a un danno del nervo ottico o del nervo oculomotore — anche a morte del tronco encefalico o a farmaci che deprimono il sistema nervoso centrale, come i barbiturici.